# Hombleux
Hombleux est une commune française située dans le département de la Somme, en région Hauts-de-France.
Elle a pris le 1er janvier 2019 le statut de commune nouvelle à la suite de l'absorption de la commune de Grécourt, qui ne comptait que 21 habitants.

## Géographie

### Localisation
Ce bourg picard du Santerre est situé à 8 km à l'est de Nesle. Desservi par l'ancienne route nationale 30 (actuelle RD 930), il est aisément accessible par l'autoroute A1 en passant par Roye.
La ligne ferroviaire d'Amiens à Laon traverse la commune.

### Géologie et relief
La commune est classée en zone de sismicité 1, correspondant à une sismicité très faible.

### Hydrographie

#### Réseau hydrographique
La commune est située dans le bassin Artois-Picardie. Elle est drainée par la Somme canalisée, le canal du Nord, l'Allemagne, l'Ancienne Beine, le Petit Ingon, Lannoy, le ruisseau le ponchy et un autre petit cours d'eau.
Le canal de la Somme, construit entre 1770 et 1827, et mis au gabarit Freycinet en 1880, est long 170 km. Il débute à Saint-Simon où il touche au canal de Saint-Quentin et débouche dans la baie de Somme.
L'Allemagne, d'une longueur de 13 km, prend sa source dans la commune de Fréniches et se jette  dans la Somme canalisée à Voyennes, après avoir traversé sept communes.

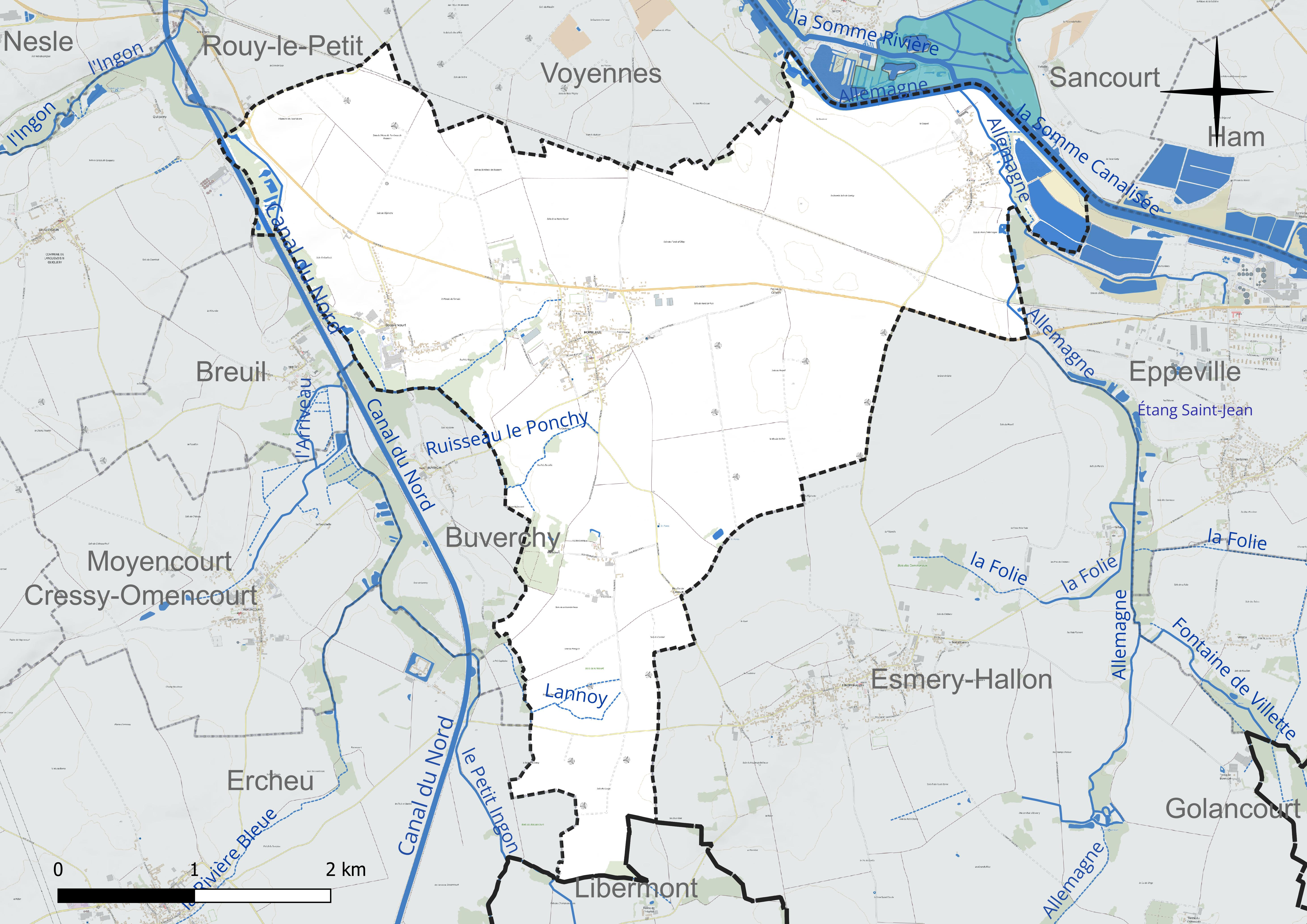
Réseau hydrographique d'Hombleux.

#### Gestion et qualité des eaux
Le territoire communal est couvert par le schéma d'aménagement et de gestion des eaux (SAGE) « Haute Somme ». Ce document de planification concerne un territoire de 1 798 km2 de superficie, délimité par le bassin versant de la Haute Somme est constitué d'un réseau hydrographique complexe de cours d'eau, de marais, d'étangs et de canaux. Le périmètre a été arrêté le 21 avril 2006 et le SAGE proprement dit a été approuvé le 15 juin 2017. La structure porteuse de l'élaboration et de la mise en œuvre est le syndicat mixte d'aménagement hydraulique du bassin versant de la Somme (AMEVA).
La qualité des cours d'eau peut être consultée sur un site dédié géré par les agences de l'eau et l'Agence française pour la biodiversité.

### Climat
Pour des articles plus généraux, voir Climat des Hauts-de-France et Climat de la Somme.
En 2010, le climat de la commune est de type climat océanique dégradé des plaines du Centre et du Nord, selon une étude du CNRS s'appuyant sur une série de données couvrant la période 1971-2000. En 2020, Météo-France publie une typologie des climats de la France métropolitaine dans laquelle la commune est exposée à un climat océanique et est dans la région climatique Nord-est du bassin Parisien, caractérisée par un ensoleillement médiocre, une pluviométrie moyenne régulièrement répartie au cours de l'année et un hiver froid (3 °C).
Pour la période 1971-2000, la température annuelle moyenne est de 10,4 °C, avec une amplitude thermique annuelle de 15 °C. Le cumul annuel moyen de précipitations est de 695 mm, avec 10,8 jours de précipitations en janvier et 8,7 jours en juillet. Pour la période 1991-2020, la température moyenne annuelle observée sur la station météorologique la plus proche, située sur la commune d'Estrées-Mons à 16 km à vol d'oiseau, est de 11,0 °C et le cumul annuel moyen de précipitations est de 647,5 mm,. Pour l'avenir, les paramètres climatiques de la commune estimés pour 2050 selon différents scénarios d'émission de gaz à effet de serre sont consultables sur un site dédié publié par Météo-France en novembre 2022.

## Urbanisme

### Typologie
Au 1er janvier 2024, Hombleux est catégorisée commune rurale à habitat dispersé, selon la nouvelle grille communale de densité à sept niveaux définie par l'Insee en 2022.
Elle est située hors unité urbaine et hors attraction des villes,.

### Hameaux et écarts
La commune comprend le hameau de Canisy qui fut lui-même fugacement une commune avant d'être absorbé par Hombleux entre 1790 et 1794, ainsi que celui de Bacquencourt. Depuis la fusion au 1er janvier 2019, Grécourt est également devenu un hameau de la commune nouvelle.

### Voies de communication et transports
La localité est desservie par les autocars du réseau inter-urbain Trans'80, Hauts-de-France (ligne no 52, Nesle - Hombleux - Ham).

#### Voies ferrées
La commune disposait d'une gare sur la ligne d'Amiens à Laon. À la sortie de la Première Guerre mondiale, elle était desservie par l'ancienne ligne militaire à voie de 0,60 m, Roye - Ham.

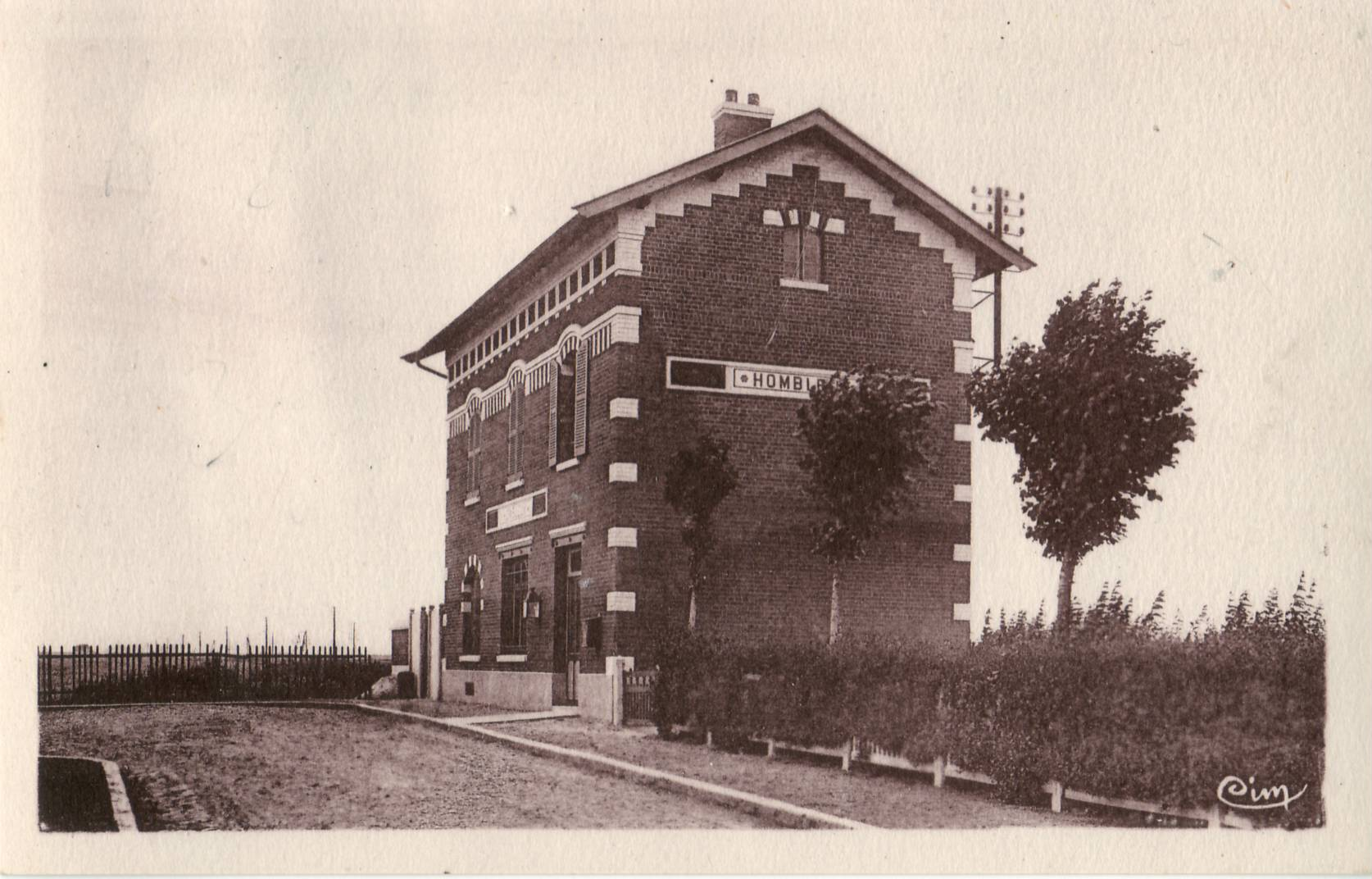
L'ancienne gare.

## Toponymie
Le nom de la localité est attesté sous les formes Homblaus en 1015 ; Hunblaus en 1016 ; Humblaus en 1017 ; Humblous en 1089 ; Humblus en 114. ; Hombleux en 1145 ; Homblex en 1152 ; Hamblos en 1160 ; Hombleus en 1175 ; Humblues en 1186 ; Humbleus en 1213 ; Umbleus en 1219 ; Hombeleuse en 1341 ; Hombleu en 1761.
Hombleux serait issu du houblon du bas latin humulus d'origine germanique, avec le suffixe osum, peut-être de l'oïl *omble, cas sujet de homlon « houblon » avec le suffixe -eux (du latin -osus) : « ( terrain ) convenant à la culture du houblon », « lieu où l'on cultive le houblon ».

## Histoire
L'origine mérovingienne de la localité est revendiquée localement.
Dès 1015, la localité est citée lorsque l'évêque de Noyon attribue les revenus du village à ses chanoines.
Première Guerre mondiale
Le village est considéré comme détruit à la fin de la guerre,,,,,.
Il a été décoré de la Croix de guerre 1914-1918 le 27 octobre 1920.
Seconde Guerre mondiale
Le 28 août 1944, un bombardement vise la sucrerie. C'est le centre de la localité qui est touché. En plus des dégâts, 44 civils perdent la vie ; 4 soldats sont frappés à mort à Hombleux.
Fusion de communes
À la suite de la fusion avec Grécourt qui ne comptait plus que 21 habitants, le 1er janvier 2019 Hombleux a pris le statut de commune nouvelle,. Une telle fusion avait déjà été envisagée en 1971 dans le cadre des dispositions de la loi sur les fusions et regroupements de communes (ou Loi Marcellin).
Grécourt est représenté au conseil municipal d'Hombleux par un maire-adjoint, comme à Bacquencourt et Canisy,.

## Politique et administration

### Rattachements administratifs et électoraux
La commune se trouve dans l'arrondissement de Péronne du département de la Somme. Pour l'élection des députés, elle fait partie depuis 1958 de la cinquième circonscription de la Somme.
Elle faisait partie depuis 1801 du  canton de Nesle. Dans le cadre du redécoupage cantonal de 2014 en France, la commune est désormais rattachée au canton de Ham.

### Intercommunalité
La commune faisait partie de la communauté de communes du Pays Neslois (CCPN), créée fin 2001, et qui succédait au district de Nesle, créé par arrêté préfectoral du 22 mai 1964.
La loi portant nouvelle organisation territoriale de la République (Loi NOTRe) du 7 août 2015, prévoyant que les établissements publics de coopération intercommunale (EPCI) à fiscalité propre doivent avoir un minimum de 15 000 habitants, le schéma départemental de coopération intercommunale (SDCI) arrêté par le préfet de la Somme le 30 mars 2016 prévoit notamment la fusion des communautés de communes du Pays Hamois et celle du Pays Neslois, afin de constituer une intercommunalité de 42 communes groupant 20 822 habitants, et précise qu'il « s'agit d'un bassin de vie cohérent dans lequel existent déjà des migrations pendulaires entre Ham et Nesle. Ainsi Ham offre des équipements culturels, scolaires et sportifs (médiathèque et auditorium de musique de grande capacité, lycée professionnel, complexe nautique), tandis que Nesle est la commune d'accueil de grandes entreprises de l'agroalimentaire ainsi que de leurs sous-traitants ».
La fusion intervient le 1er janvier 2017 et la nouvelle structure, dont la commune fait désormais partie, prend le nom de communauté de communes de l'Est de la Somme,.

### Liste des maires
| Période                                  | Période                       | Identité                       | Étiquette | Qualité |
| ---------------------------------------- | ----------------------------- | ------------------------------ | --------- | --- |
| Les données manquantes sont à compléter. |                               |                                |           | |
| 1793                                     | 1794                          | Claude Michel François Vasseur |           | |
| avril 1794                               | août 1802                     | Médard Alexis Vasseur          |           | |
| 1833                                     | 1840                          | M. Gruet                       |           | |
| 1841                                     | 1858                          | M. Cordelle                    |           | |
| Les données manquantes sont à compléter. |                               |                                |           | |
| avant 1988                               |                               | Hélène Dancoisne-Lucquet       |           | |
| Les données manquantes sont à compléter. |                               |                                |           | |
| mars 2001                                | 2005                          | Yves Vassent                   |           | Décédé en fonction                                                                                               |
| 2005                                     | juillet 2020                  | Christian Avy,                 |           | Vice-président de la CC du Pays Neslois (2014 → 2016) Vice-président de la CC de l'Est de la Somme (2017 → 2020) |
| juillet 2020,                            | En cours (au 8 décembre 2020) | Éric Lefebvre                  |           | Entrepreneur |

### Démocratie participative
La municipalité élue en 2020 a décidé la création d'un conseil municipal pour les jeunes.

## Population et société

### Démographie
L'évolution du nombre d'habitants est connue à travers les recensements de la population effectués dans la commune depuis sa création.

En 2022, la commune comptait 1 119 habitants, en évolution de −4,6 % par rapport à 2016 (Somme : −1,26 %, France hors Mayotte : +2,11 %).
| 1793 | 1800 | 1806 | 1821 | 1831  | 1836  | 1841  | 1846  | 1851  |
| ---- | ---- | ---- | ---- | ----- | ----- | ----- | ----- | ----- |
| 804  | 802  | 880  | 882  | 1 114 | 1 183 | 1 287 | 1 275 | 1 254 |

| 1856  | 1861  | 1866  | 1872  | 1876  | 1881  | 1886  | 1891  | 1896  |
| ----- | ----- | ----- | ----- | ----- | ----- | ----- | ----- | ----- |
| 1 204 | 1 187 | 1 215 | 1 131 | 1 106 | 1 080 | 1 010 | 1 001 | 1 021 |

| 1901  | 1906  | 1911 | 1921 | 1926 | 1931 | 1936 | 1946 | 1954 |
| ----- | ----- | ---- | ---- | ---- | ---- | ---- | ---- | ---- |
| 1 046 | 1 020 | 910  | 829  | 897  | 936  | 932  | 880  | 852  |

| 1962 | 1968 | 1975  | 1982  | 1990  | 1999  | 2006 | 2011  | 2016  |
| ---- | ---- | ----- | ----- | ----- | ----- | ---- | ----- | ----- |
| 921  | 935  | 1 051 | 1 140 | 1 110 | 1 009 | 995  | 1 090 | 1 173 |

| 2021  | 2022  | - | - | - | - | - | - | - |
| ----- | ----- | - | - | - | - | - | - | - |
| 1 139 | 1 119 | - | - | - | - | - | - | - |

### Enseignement
L'école primaire publique Louis-Sclavis compte 122 élèves en maternelle et en élémentaire à la rentrée scolaire 2017.

## Culture locale et patrimoine

### Lieux et monuments

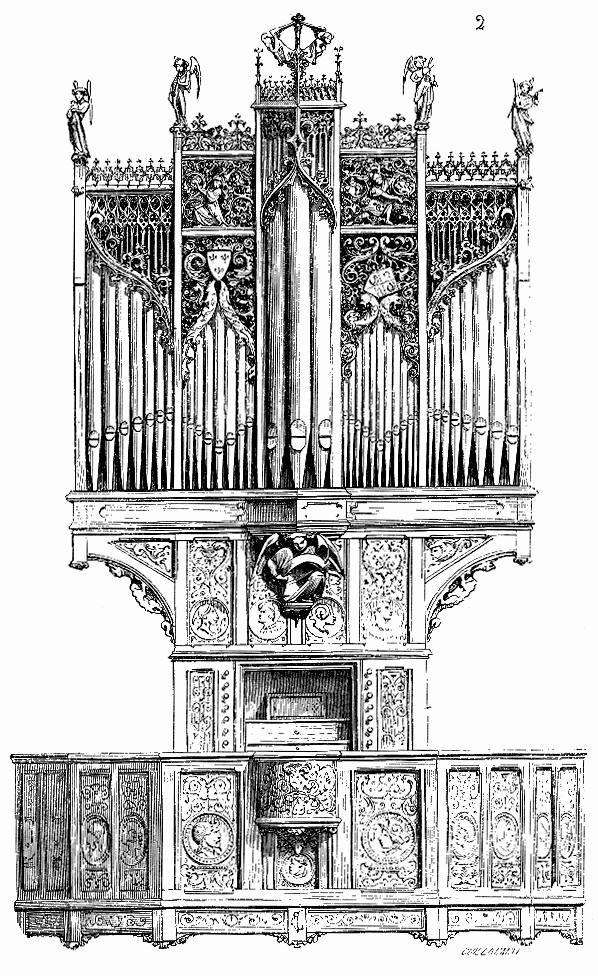
Orgue ancien de l'église.

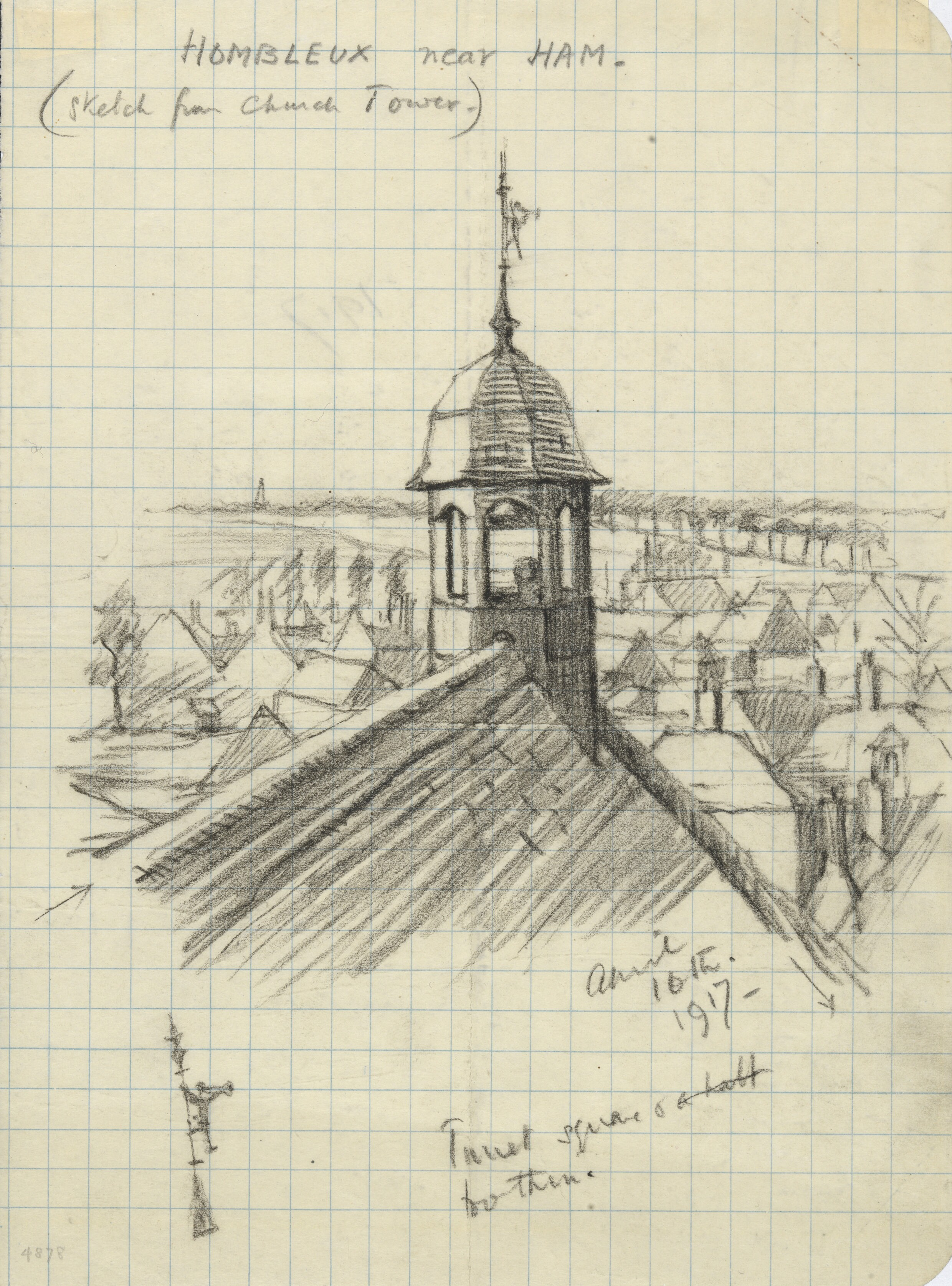
Dessin du Major Jeffrey Rose : Le clocher de l'église (16 avril 1971).

- Église Saint-Médard[47],[48],[49], reconstruite après la Première Guerre mondiale. L'orgue de 1510 et son buffet de la même époque ont été emportés par l'armée allemande en 1917[50]. La chaire à précher du XVIIIe siècle a disparu en 1940[51]. L'église a été dotée d'un carillon de 16 cloches en 1931, à la fin de sa reconstruction[52].
- Chapelle funéraire Saint-Charles. Elle a été construite en 1853 et a résisté à la Première Guerre mondiale[53].
- Moulin à vent.
- Château de Breuil[54].
- Anciens bâtiments d'une râperie industrielle reconstruite après la Première Guerre mondiale[55],[56] pour la société industrielle et agricole du Santerre en brique et structure métallique. L'installation alimentait par une canalisation souterraine l'usine de Ham en jus de betterave ainsi que la distillerie de Nesle, et son activité a cessé entre 1950 et 1960[57].

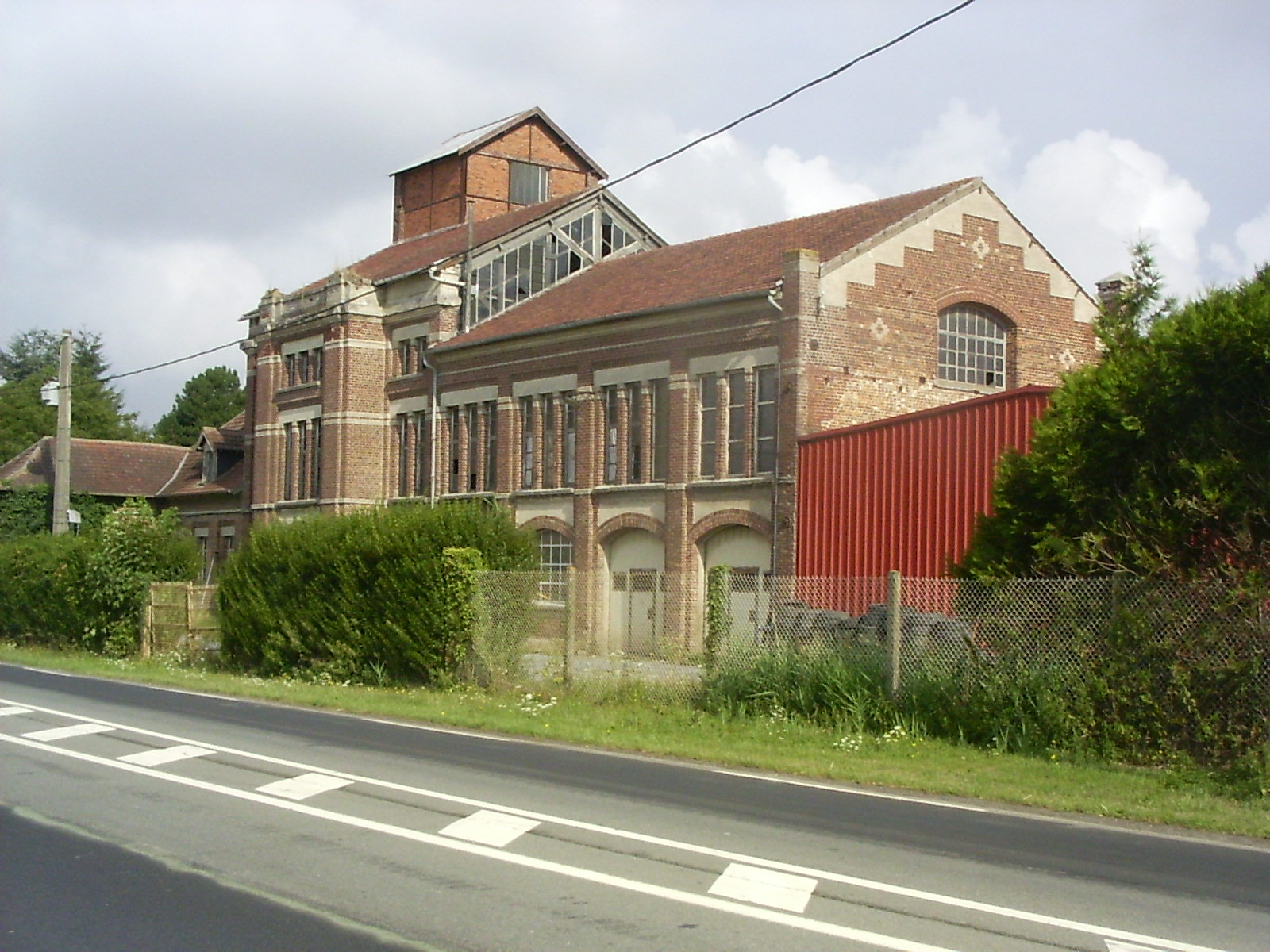
La raperie en 2015.

- Ferme de Canisy, 50 rue du Château à Canisy, dont les parties les plus anciennes datent des XVI e et XVIIe siècles. Elle a été restaurée et modifiée au XXe siècle[58].
- Cité ouvrière, 44 à 48 rue du Château à Canisy, semblant dater de la Reconstruction[59].

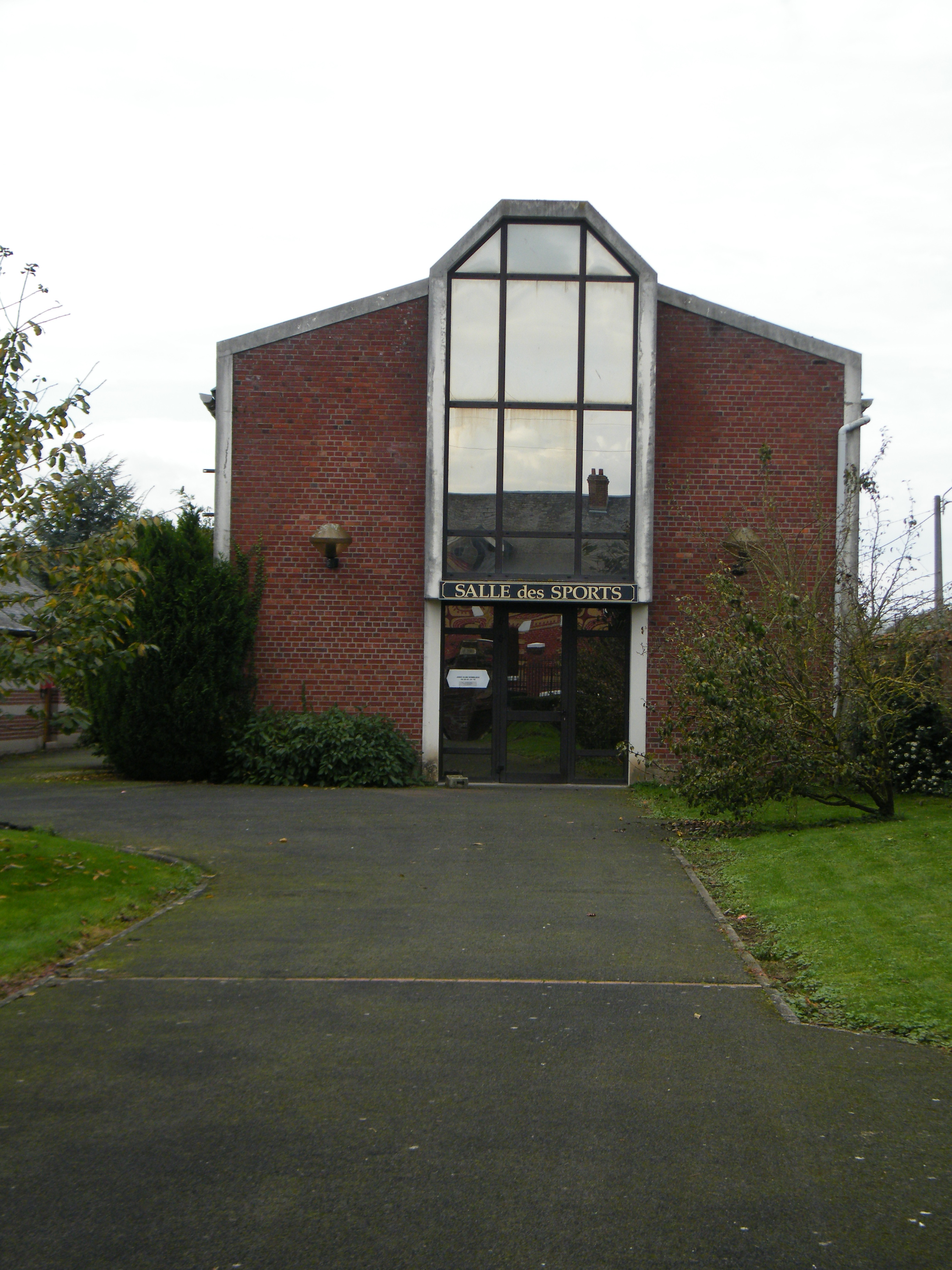
Salle communale.
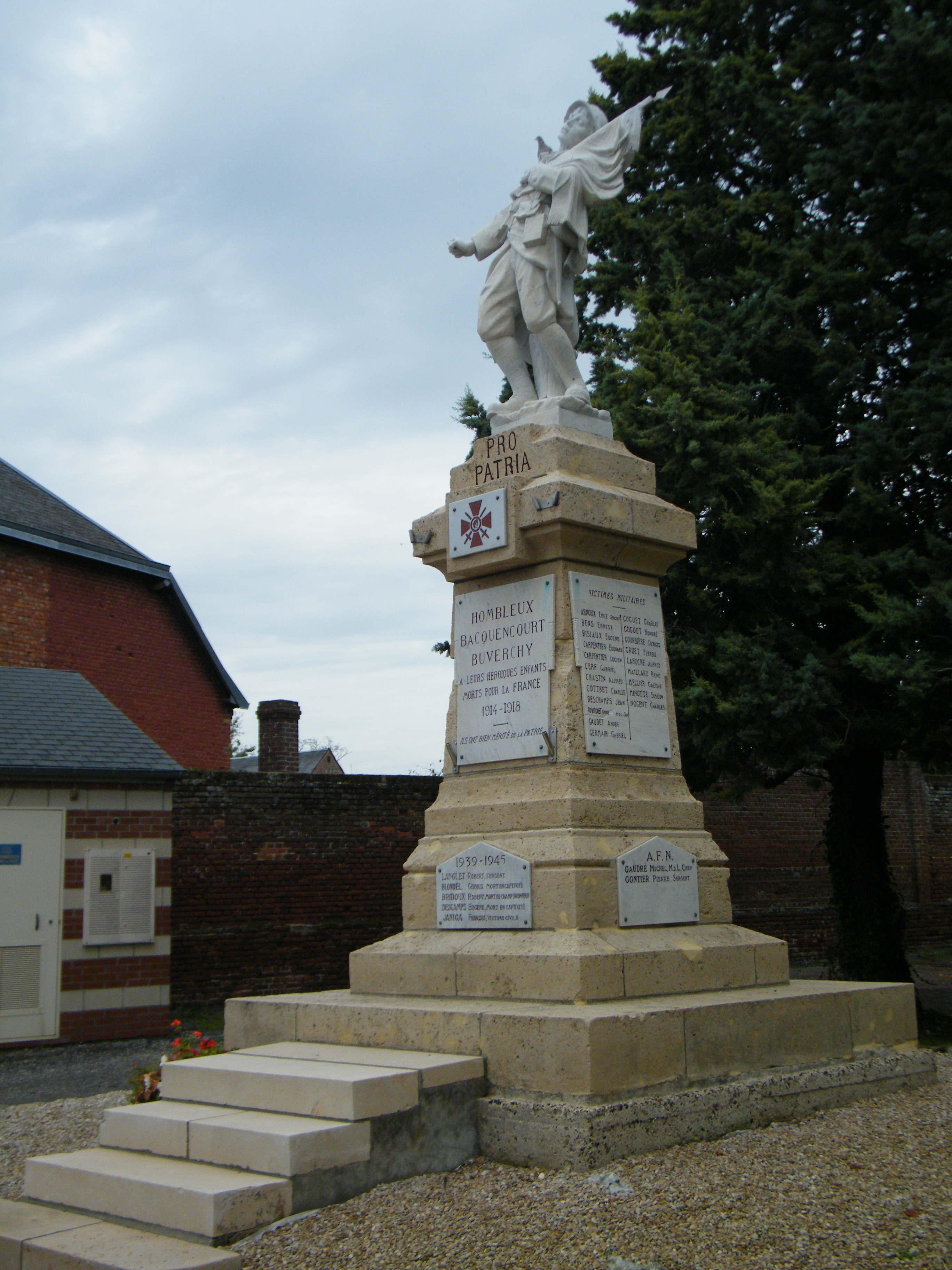
Le monument aux morts.
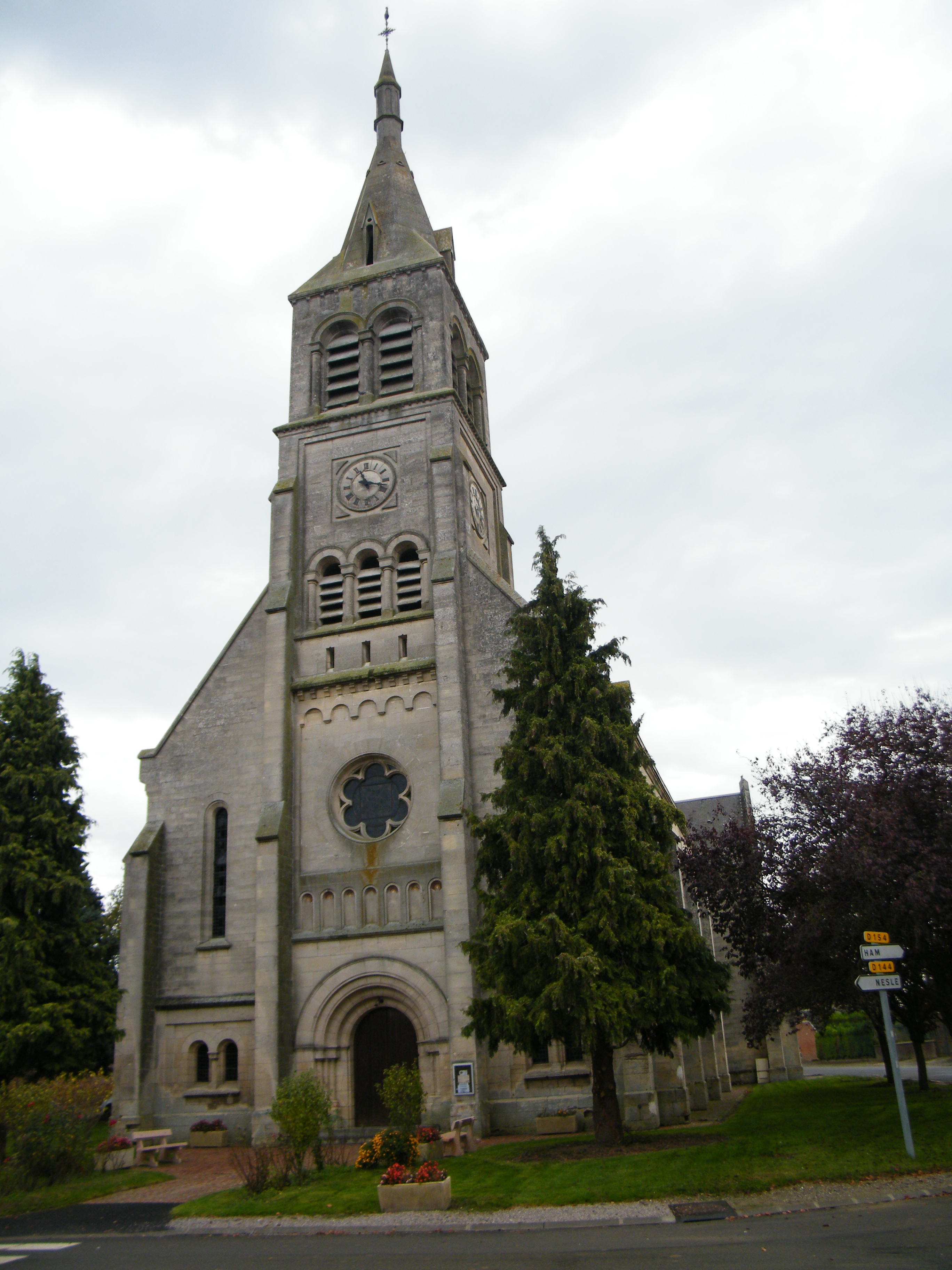
L'église Saint-Médard.
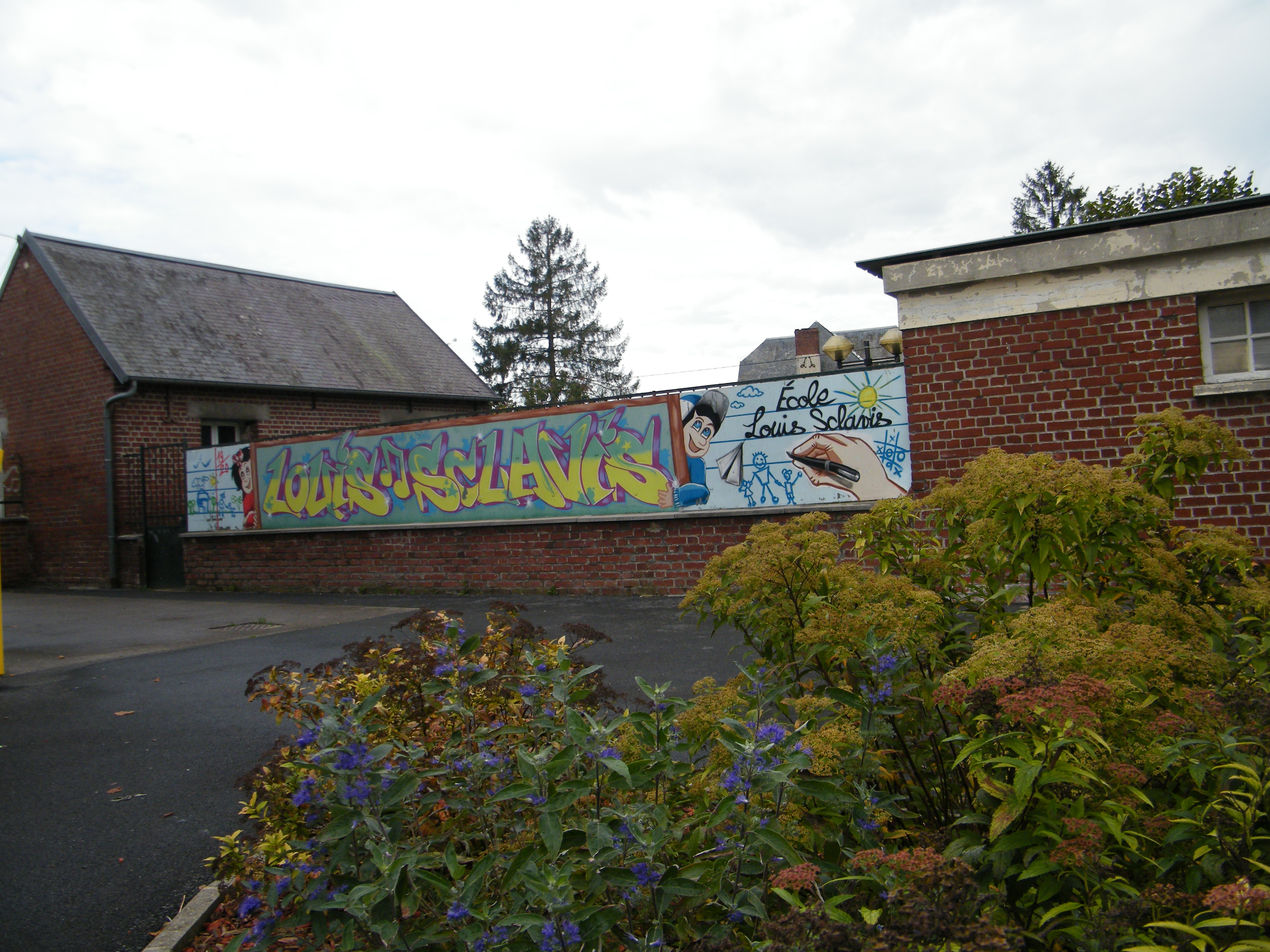
Entrée de l'école.
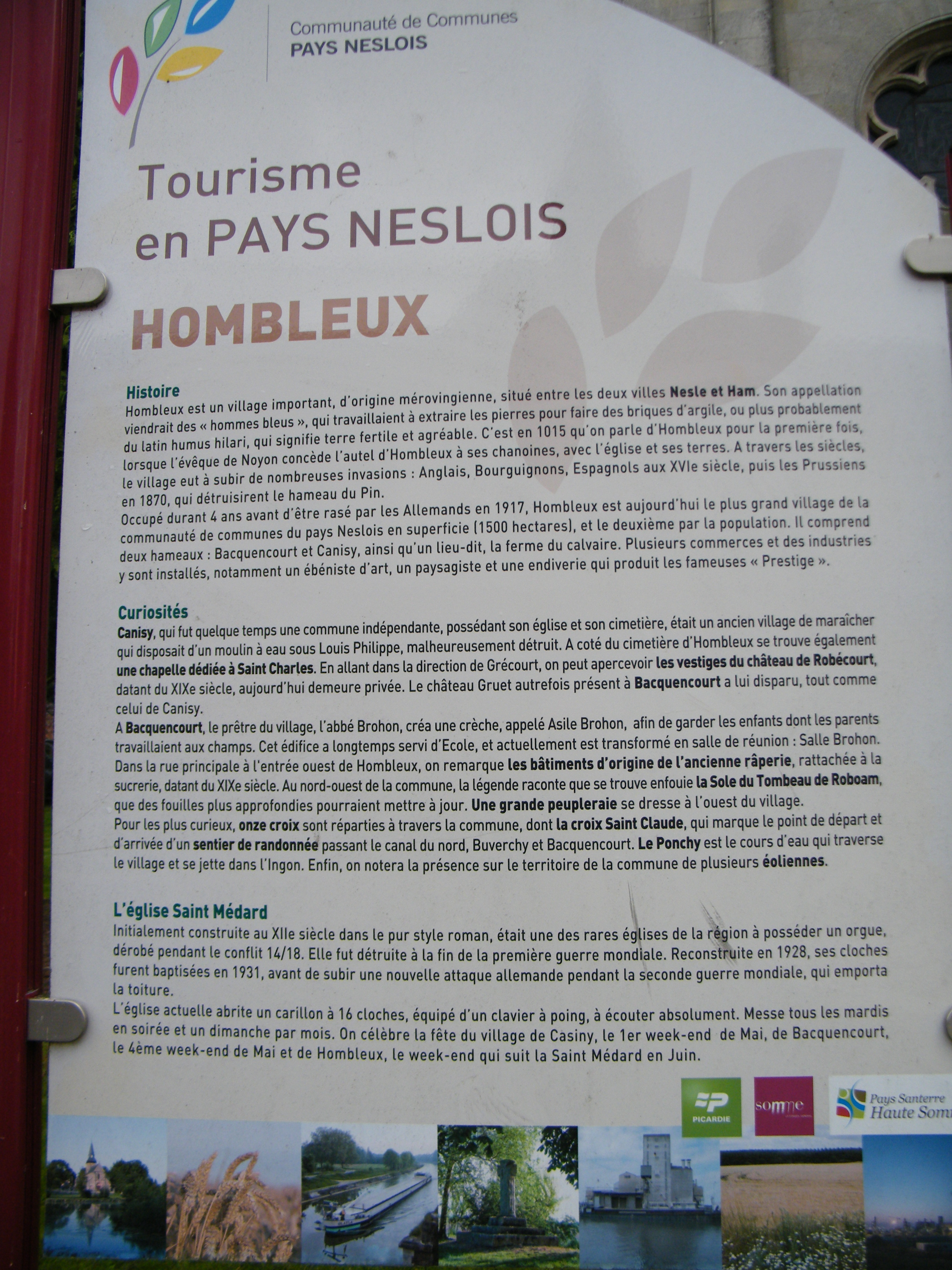
Panneau d'informations.